# Agaete
Agaete är en kommun i Spanien. Den ligger i provinsen Las Palmas i den autonoma regionen Kanarieöarna i sydvästra delen av landet, 1 800 km sydväst om huvudstaden Madrid. Antalet invånare är 33 179 (2024). Agaete ligger på ön Gran Canaria i ögruppen Kanarieöarna.